# Irén Rostás
Irén Rostás, ungersk orienterare som tog brons i stafett vid VM 1976.